# József Eisenhoffer
József Eisenhoffer, noto anche come József Aczél (Budapest, 8 novembre 1900 – Budapest, 13 novembre 1945), è stato un calciatore e allenatore di calcio ungherese, di ruolo attaccante.

## Carriera
Iniziò la carriera nelle giovanili del Budapest TC, per poi passare nel 1917 al Kispest. Se impose presto come uno dei migliori giocatori dei rossoneri, con cui arrivò anche al secondo posto in campionato nel 1920. Dopo un anno al Maccabi Brno nel 1923 giunse al Ferencavros, dove rimase per una stagione raggiungendo il secondo posto. Dopo aver preso parte alla sfortunata spedizione ungherese alle Olimpiadi del 1924 si trasferì all'Hakoah Vienna, squadra dalla forte identità ebraica, con cui vinse il campionato austriaco nel 1925. Nel 1926 l'Hakoah andò in tour negli Stati Uniti e molti dei giocatori che lo componevano, fra cui anche Eisenhoffer, decisero di non fare ritorno in Europa e cercarono ingaggi presso squadre locali.
Eisenhoffer si accasò ai Brooklyn Wanderers di Nat Agar, militanti nella American Soccer League. Nel 1928 la Federazione calcistica degli Stati Uniti d'America entrò in conflitto con la ASL e revocò il patrocinio ai suoi campionati. Eisenhoffer si trasferì quindi per un anno al New York Hakoah, nella Eastern Professional Soccer League. Con tale squadra vinse la National Challenge Cup 1928-1929, segnando anche un gol nella finale di andata. Al termine della stagione la Federazione e la ASL trovarono un accordo, ed anche i New York Hakoah entrarono a far parte di quella lega, con il nome di Brooklyn Hakoah. Eisenhoffer continuò a giocare col loro per 5 partite, ma Nat Agar gli fece causa per mancato rispetto del contratto con i Wanderers. La situazione si risolse a dicembre, quando Eisenhoffer tornò a giocare con la sua vecchia squadra.
Questi contrasti intestini minarono però la stabilità della Lega, ed Eisenhoffer decise di tornare in Europa nel 1931, dapprima nuovamente con l'Hakoah Vienna ed in seguito con i francesi dell'Olympique Marsiglia. Dopo tre anni passati in veste di semplice giocatore, l'ultimo dei quali terminato con la vittoria della Coppa di Francia, Eisenhoffer divenne anche allenatore. In questa veste vinse il campionato francese nel 1937 ed un'altra Coppa di Francia nel 1938. In seguito allenò brevemente il Lens e poi ancora il Marsiglia per altri tre anni, di nuovo nelle vesti di allenatore-giocatore.
Morì nel 1945 a seguito delle ferite mal curate riportate durante un attacco aereo su Budapest.

## Palmarès

### Giocatore

#### Competizioni nazionali
- Campionato austriaco: 1

Hakoah Vienna: 1924-1925
- Lamar Hunt U.S. Open Cup: 1

New York Hakoah: 1928-1929
- Coppa di Francia: 1

Olympique Marsiglia: 1934-1935

### Allenatore
- Campionato francese: 1

Olympique Marsiglia: 1936-1937
- Coppa di Francia: 1

Olympique Marsiglia: 1937-1938